# Llista de peixos de Swazilàndia

Localització de Swazilàndia a l'Àfrica Austral

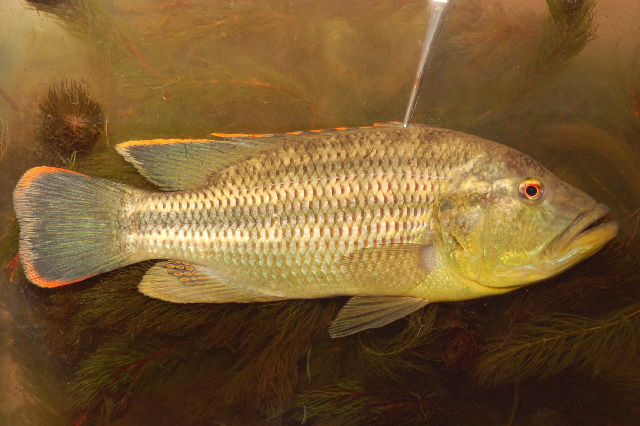
Serranochromis robustus

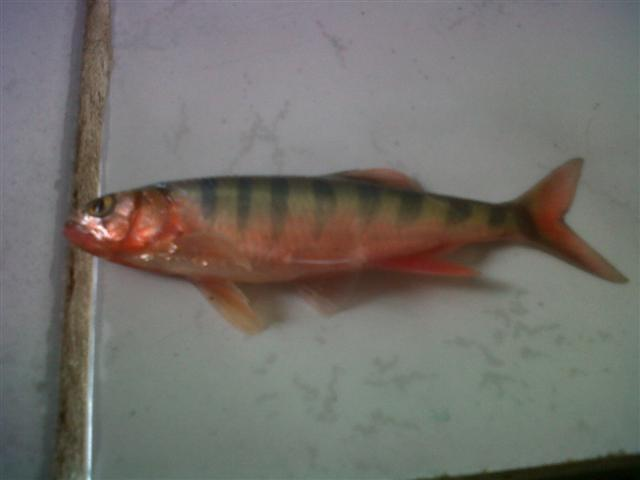
Opsaridium peringueyi

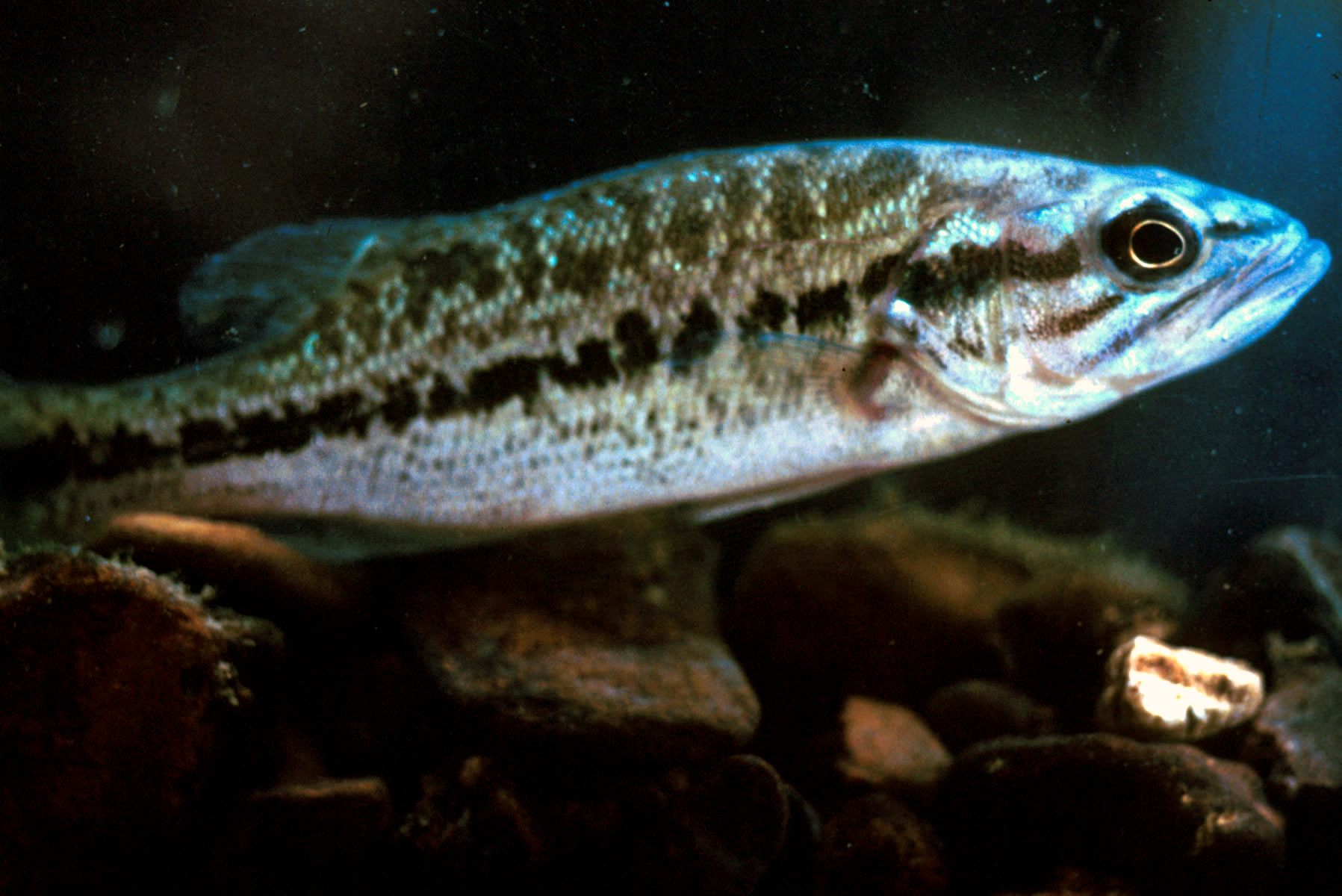
Micropterus punctulatus

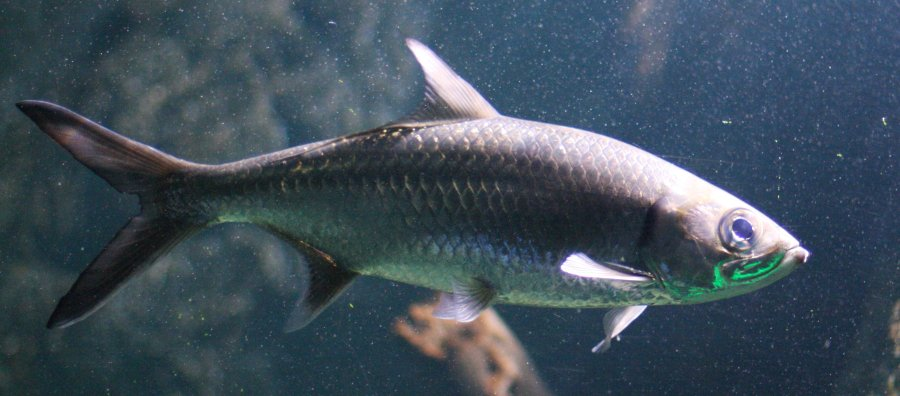
Megalops cyprinoides

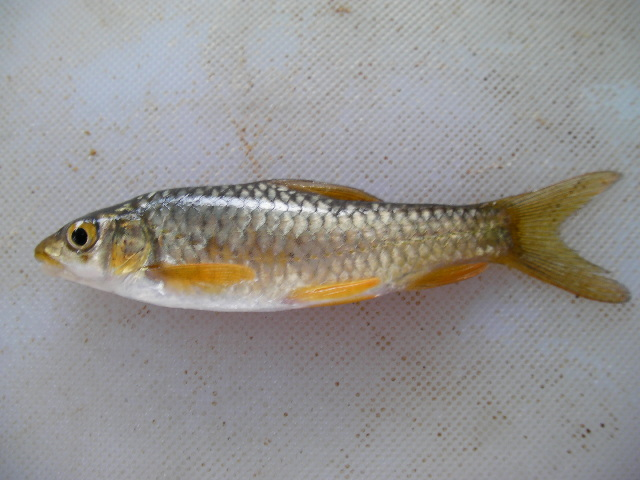
Labeobarbus marequensis

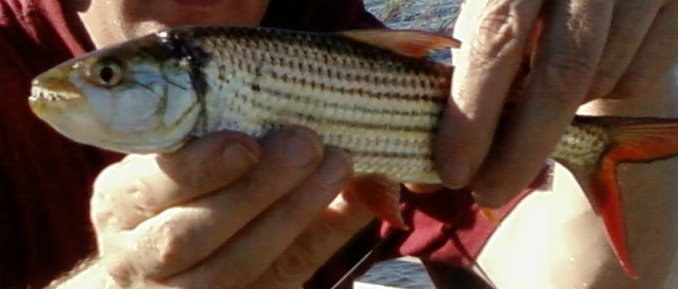
Hydrocynus vittatus

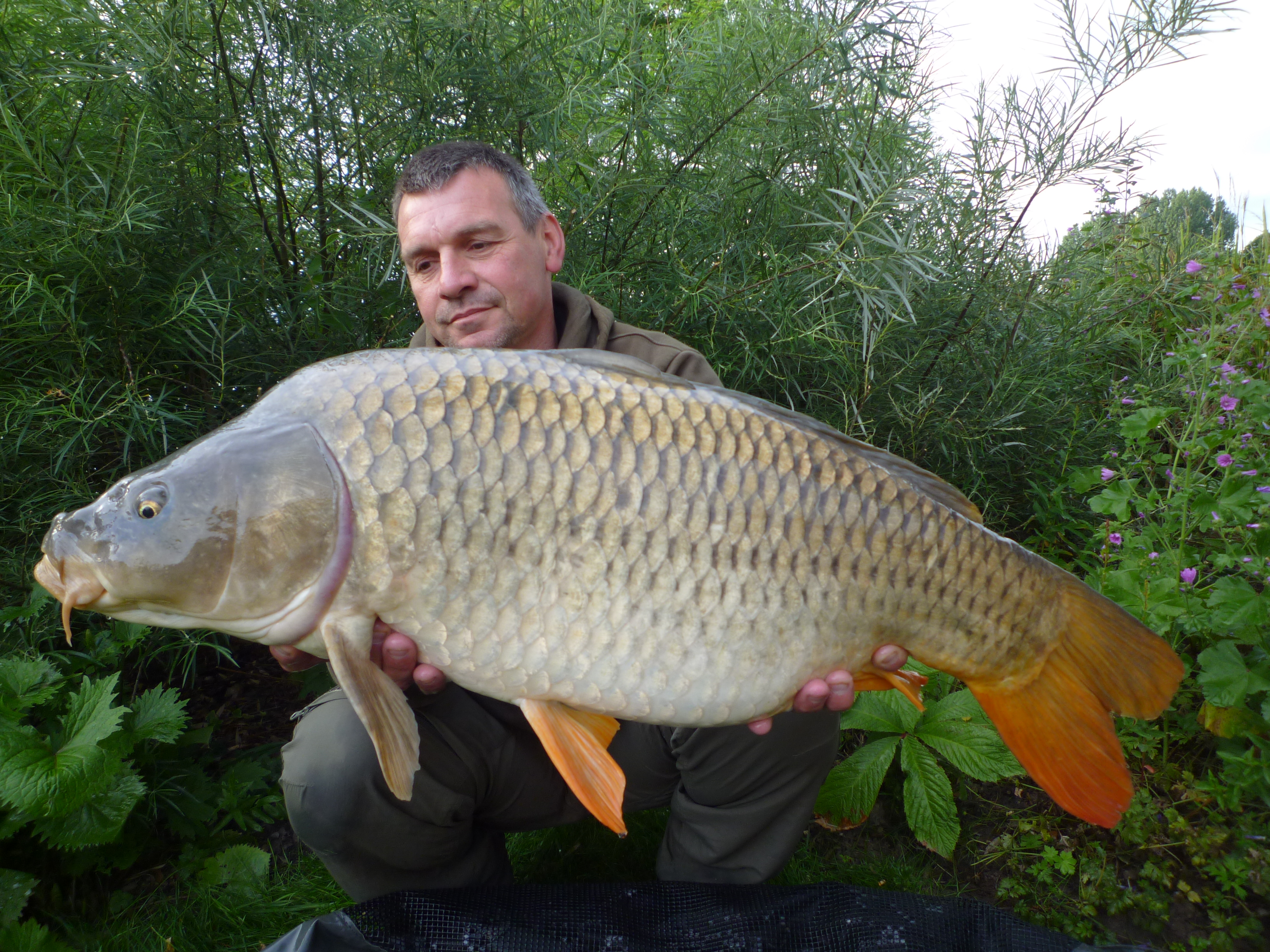
Carpa europea (Cyprinus carpio)

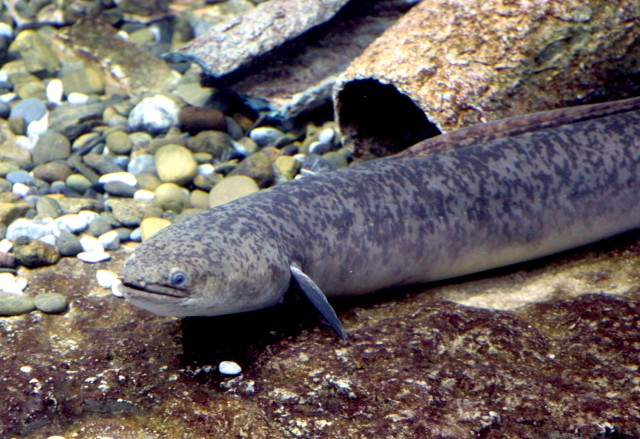
Anguila tacada gegant (Anguilla marmorata)

Aquesta llista de peixos de Swazilàndia -incompleta- inclou 58 espècies de peixos que es poden trobar a Swazilàndia ordenades per l'ordre alfabètic de llur nom científic.

## A
- Amphilius natalensis
- Amphilius uranoscopus
- Anguilla labiata
- Anguilla marmorata
- Anguilla mossambica

## B
- Barbus afrohamiltoni
- Barbus annectens
- Barbus anoplus
- Barbus argenteus
- Barbus brevipinnis
- Barbus eutaenia
- Barbus motebensis
- Barbus paludinosus
- Barbus radiatus
- Barbus toppini
- Barbus trimaculatus
- Barbus unitaeniatus
- Barbus viviparus
- Brycinus imberi

## C
- Chetia brevis
- Chiloglanis anoterus
- Chiloglanis bifurcus
- Chiloglanis emarginatus
- Chiloglanis paratus
- Chiloglanis pretoriae
- Chiloglanis swierstrai
- Clarias gariepinus
- Cyprinus carpio

## G
- Gilchristella aestuaria

## H
- Hydrocynus vittatus

## L
- Labeo cylindricus
- Labeo molybdinus
- Labeo rosae
- Labeobarbus marequensis
- Labeobarbus polylepis
- Lepomis cyanellus
- Lepomis macrochirus

## M
- Marcusenius macrolepidotus
- Marcusenius pongolensis
- Megalops cyprinoides
- Mesobola brevianalis
- Micralestes acutidens
- Micropterus punctulatus
- Micropterus salmoides

## O
- Oncorhynchus mykiss
- Opsaridium peringueyi
- Opsaridium zambezense
- Oreochromis mossambicus

## P
- Petrocephalus catostoma
- Pseudocrenilabrus philander

## S
- Salmo trutta
- Schilbe mystus
- Serranochromis jallae
- Serranochromis robustus
- Synodontis zambezensis

## T
- Tilapia rendalli
- Tilapia sparrmanii

## V
- Varicorhinus nelspruitensis[1][2]